# Cap Pépin
Le cap Pépin (66° 32′ S, 138° 34′ E) est une légère avancée recouverte de glace de la côte, située à l'est de la baie des Ravins et à l'ouest de Barre Glacier. Découvert en 1840 par l'expédition française du capitaine Jules Dumont d'Urville, il a été nommé par ce dernier en référence au nom de famille de son épouse née Adèle Dorothée Pépin, fille de Joseph Marie Pépin, horloger de la Marine à Toulon.
La zone a été décrite par l'expédition antarctique australasienne de 1912-1913, puis encore une fois par l'expédition de recherche antarctique britannico-australo-néo-zélandaise (BANZARE : British Australian and New Zealand Antarctic Research Expedition) en 1931, toutes les deux sous la direction de Mawson. Le cap a été plus récemment délimité à partir de photographies aériennes prises par la US Navy Opération Highjump en 1946-1947.